# 560.ª División de Ejército de Suministros
La 560.ª División de Ejército de Suministros (Armee-Nachschubführer 560) fue una unidad de suministro del Heer durante la Segunda Guerra Mundial.

## Historia
Formado el 27 de octubre de 1939 por el VI Distrito Militar. El personal estaba subordinada al comienzo del 16.º Ejército. Participó en Occidente. En la campaña de Rusia, todo el personal fue trasladado a la parte norte. El 15 de octubre de 1942 pasó a llamarse el 560.º Comandante de Tropas del Ejército de Suministro.
Para la sustitución del personal fue la 6.ª División de Motor de Reemplazo en Dortmund, el VI Distrito Militar, siendo responsable. Más tarde, la 26.ª División de Motor de Reemplazo en Euskirchen, VI Distrito Militar, responsable de esta tarea.

## Números de servicio del Ejército de postales a partir de la movilización
| Unidad   | Código Postal |
| Personal |               |